# 茂木耕作
茂木 耕作（もてき こうさく、1976年6月6日 - ）は、日本の気象学者。京都府京都市生まれ。

## 経歴
- 1989年 - 新潟市立新潟小学校卒
- 1992年 - 新潟市立寄居中学校卒
- 1995年 - 新潟県立新潟高等学校卒
- 1999年 - 北海道大学理学部地球惑星科学科卒
- 2001年 - 同大学院理学研究科地球惑星科学専攻修士課程修了
- 2004年 - 名古屋大学環境学研究科理学博士
- 2004年 - 京都大学防災研究所水資源研究センターCOE研究員
- 2005年 - 海洋研究開発機構 (JAMSTEC) 研究員

## 著作

### 書籍
- 『梅雨前線の正体』東京堂出版〈新しい気象技術と気象学〉、2012年6月8日。ASIN 449020759X。ISBN 978-4490207590。 NCID BB09276431。OCLC 795798154。全国書誌番号:22126453。
- 『天気と気象についてわかっていることいないこと 〜ようこそ、そらの研究室へ〜』ベレ出版〈BERET SCIENCE〉、2013年4月16日。ASIN 4860643518。ISBN 978-4860643515。 NCID BB12143527。OCLC 840388556。全国書誌番号:22238019。

### 月刊誌
- 「落雷・竜巻・ゲリラ豪雨から身を守れ！ 気象学者たちが語る 本当にヤバい「夏の天気」」『月刊ニコニコ学会β』第6号、カドカワ・ミニッツブック、2014年7月17日、ASIN B00LIKLTJ2 （Kindle版）。
- 「第6回ニコニコ学会βシンポジウム直前号　この登壇者に注目！」『月刊ニコニコ学会β』第4号、カドカワ・ミニッツブック、2014年4月24日、ASIN B00JRU5NL0 （Kindle版）。
- 「第6回ニコニコ学会βシンポジウム速報レポート 〜魔術師たちの楽園で起こったこと〜」『月刊ニコニコ学会β』第5号、カドカワ・ミニッツブック、2014年6月12日、ASIN B00KSV9HZU （Kindle版）。